# Ctenidium forstenii
Ctenidium forstenii là một loài Rêu trong họ Hypnaceae. Loài này được (Bosch & Sande Lac.) Broth. mô tả khoa học đầu tiên năm 1909.